# Music Academy International
Music Academy International (M.A.I) est un centre de formation professionnelle musicale situé à Nancy, en Meurthe-et-Moselle. 
Son corps enseignant est composé de plus de 120 intervenants musiciens, techniciens, pédagogues, qui sont tous des professionnels en activité, accompagnant les plus grands artistes français ou internationaux.
Le centre dispose de nombreux partenaires, qui lui permettent de rayonner dans le milieu musical, dont le Conservatoire à rayonnement régional de Nancy.
Le centre offre la possibilité d'obtenir des diplômes de musiques actuelles, par exemple celui de musicien interprète des musiques actuelles (MIMA).

## Historique
Le centre de formation a été fondé en 1981 par le bassiste d'origine allemande Hans J. Küllock, le batteur/percussionniste Richard-Paul Morellini et le pianiste/clavieriste Christian Ambroise, rejoints plus tard par le saxophoniste Jean-Pierre Douche
Il s'appelait à l'origine  Centre musical créatif de Nancy (CMCN). Il prend le nom de Music Academy International en 1996.
Il est entre autres partenaire du Berklee College of Music dont il s'est fortement inspiré.

## Formations
Le MAI délivre un diplôme d'école pour ses formations Music Academy, Jazz Academy, Pop Academy, et Musique de Film, ainsi qu'un diplôme de Technicien Son et Lumières inscrit au Répertoire National des Certifications Professionnelles (RNCP). Il est reconnu par le Ministère de la Culture.
Deux-cents élèves intègrent l'école chaque année. 

## Partenariats
Avec pour objectifs pédagogiques de favoriser grâce à des accords partenariaux, de larges ouvertures vers la vie active aux inscrits, que ce soit au niveau national, européen ou international, la MAI a su fonder plusieurs partenariats. 

### Berklee college of Boston
La MAI est la seule école de musique en France membre du Berklee International Network (BIN). L’ensemble des inscrits au MAI bénéficie, en exclusivité en France, de l’enseignement des modules Ear training, Arranging & Harmony, les bases fondatrices de la pédagogie créée par Berklee.
Chaque année les diplômés de la Jazz Academy International sont envoyés pour un séjour d’étude au prestigieux Berklee College of Music de Boston et la MAI accueille des élèves de Boston.
Les inscrits au MAI ayant réussi les niveaux des modules Berklee gagnent des « crédits » leur permettant d’intégrer la prestigieuse université de Boston à des conditions financières très avantageuses.

### Cursus musique de film
Plusieurs établissements ou organisations sont partenaires de la MAI pour ce cursus :
- École européenne de cinéma (IECA) : création des musiques et des bandes son des films de l’école.
- École de cinéma animation 3D (ESMA) : création des musiques des films de l’école.
- IUT de Saint-Dié-des-Vosges (Métiers du Multimédia et de l'Internet) : création des musiques des films de l’école.
- Conservatoire de Nancy pour des projets communs musique de film et autres : mutualisation de cours, masterclass, ateliers, concerts et événements.
- Union des Compositeurs de Musiques de Films (UCMF).

### Apprentissage pratique et diffusion
- L'Autre Canal : Un accord avec cette salle de concert à Nancy a été mis en place, notamment pour un concert dont l’organisation (financière, technique, communication) sert d’examen final aux étudiants de Music Production.
- Nancy Jazz Pulsations

### Matériel de musique et d'enregistrement
- Audio-Technica : Un accord avec cette marque a été mis en place pour fournir des microphones dernière génération, permettant ainsi au cursus Music Production de profiter pleinement du studio interne de l'école.
- Digidesign : La référence pour le studio est également présente, Digidesign, Protools...
- DV-Mark, Evans, IK Multimedia, Mackie, Markbass, Studiologic, Zildjian, Zoom...
- Le groupe Mogar (Ibanez, Tama, Mark Audio & Samson) est partenaire de la MAI. En dehors des conditions préférentielles de prix faites aux inscrits sur l’achat de matériel de musique, le réseau des écoles Tama et Ibanez intervient chaque année à la MAI pour soutenir et conseiller les élèves inscrits souhaitant créer une école de musique, leur permettant notamment de se faire parrainer par une marque.

## Anciens élèves
- Fredda, chanteuse
- Laura Cahen[10], chanteuse
- Lilian Renaud, vainqueur de la saison 4 de The Voice[11]
- Fanny Sylvestre, bassiste
- Marc Lesage, guitariste/ producteur
- Morgan Berthet, batteur
- Julien Grignon, auteur-compositeur-interprète membre de Outside Duo
- Jean-Philippe Muvien, guitariste de jazz
- Pierre-Alain Goualch, pianiste de jazz
- Pascal Vigné, guitariste puis professeur
- Olivier Freche, guitariste puis professeur
- Kermheat, guitariste et empereur des Poneys
- Manu Livertout, guitariste, devenu par la suite professeur au MAI[12]
- Dirk Verbeuren, batteur de Soilwork et de Megadeth
- Stefan forté, guitariste du groupe Adagio
- Maximilien Philippe, finaliste de la saison 3 de The Voice
- Amandyn Roses, chanteuse et cofondatrice du groupe de Blues / Rock Rosedale
- Casanova, finaliste de The Voice 2018[13]
- Lyonel Morik, chanteur, guitariste, percussionniste qui a créé son projet en 2010
- Karim Attoumane, guitariste — notamment accompagnateur de CharlElie Couture —, producteur, fondateur du studio Panic Room.
- Fabrice Bony, Batteur, lithophoniste, guitariste, multi-instrumentiste, compositeur et interprète.